# كانتون مورونا
كانتون مورونا (بالإنجليزية: Morona Canton) هو كانتون في الإكوادور، يتبع مقاطعة مورونا سانتياغو ينقسم إلى أبرشيات.